# Кривов, Андрей Анатольевич
Андре́й Анато́льевич Кри́вов (род. 14 ноября 1985, Комсомольский, Мордовская АССР) — российский легкоатлет, специалист по спортивной ходьбе. Выступал за сборную России по лёгкой атлетике в 2007—2015 годах, чемпион Универсиады в Казани, победитель Кубка мира в командном зачёте, многократный победитель и призёр первенств всероссийского значения, участник летних Олимпийских игр в Лондоне. Представлял Мордовию. Мастер спорта России международного класса.

## Биография
Андрей Кривов родился 14 ноября 1985 года в посёлке Комсомольский Чамзинского района Мордовской АССР.
Изначально занимался бегом, но затем решил попробовать себя в ходьбе и стал показывать хорошие результаты под руководством тренера Александра Ерастова. Позднее тренировался в Центре олимпийской подготовки Республики Мордовия по спортивной ходьбе в Саранске у заслуженного тренера России Виктора Михайловича Чёгина.
Впервые заявил о себе на международном уровне в сезоне 2007 года, когда вошёл в состав российской национальной сборной и выступил на молодёжном европейском первенстве в Дебрецене, где в ходьбе на 20 км стал серебряным призёром.
В 2008 году в той же дисциплине выиграл бронзовую медаль на зимнем чемпионате России по спортивной ходьбе в Адлере. На домашнем Кубке мира в Чебоксарах финишировал пятым в личном зачёте 20 км и тем самым помог своим соотечественникам выиграть командный зачёт.
В 2009 году взял бронзу на зимнем чемпионате России в Адлере, занял 27-е место на Кубке Европы в Меце, одержал победу на летнем чемпионате России в Чебоксарах, показал 17-й результат на чемпионате мира в Берлине.
На Кубке мира 2010 года в Чиуауа стал бронзовым и серебряным призёром в личном и командном зачётах 20 км соответственно. На чемпионате Европы в Барселоне пришёл к финишу шестым.
В 2011 году — победитель зимнего чемпионата России в Сочи, серебряный призёр летнего чемпионата России в Саранске. Седьмое место на Кубке Европы в Ольяне, победа в личном и командном зачётах на Универсиаде в Шэньчжэне.
В 2012 году получил бронзовую награду на зимнем чемпионате России в Сочи и серебряную награду на Кубке мира в Саранске. Благодаря череде удачных выступлений удостоился права защищать честь страны на летних Олимпийских играх в Лондоне — в программе ходьбы на 20 км показал результат 1:24:17, расположившись в итоговом протоколе соревнований на 37-й строке.
На чемпионате России 2013 года в Чебоксарах был четвёртым. На домашней Универсиаде в Казани превзошёл всех соперников и завоевал золото.
В 2015 году выиграл серебряную медаль на зимнем чемпионате России в Сочи, тогда как на Кубке Европы в Мурсии стал шестым в личном зачёте и получил серебро командного зачёта.
За выдающиеся спортивные достижения удостоен почётного звания «Мастер спорта России международного класса».
7 августа 2017 года Спортивный арбитражный суд в Лозанне вынес решение о дисквалификации Андрея Кривова на 3 года — в результате перепроверки данных биологического паспорта был сделан вывод о применении спортсменом допинга. Все его результаты с 20 мая 2011 года по 6 июля 2013 года аннулированы.